# Amadeusz Zdrojewski
Amadeusz Zdrojewski (ur. 9 października 1998 w Jarocinie) – polski lekkoatleta specjalizujący się w biegach sprinterskich. Medalista mistrzostw Polski.

## Osiągnięcia
Opracowano na podstawie:
Rekordy życiowe:
- bieg na 300 metrów (hala) – 34,25 (01 lutego 2020, Toruń),
- bieg na 300 metrów (stadion) – 34,42 (7 sierpnia 2020, Poznań),
- bieg na 400 metrów (stadion) – 47,48 (4 września 2020, Biała Podlaska),